# 蓬佩伊阿纳
蓬佩伊阿纳（義大利語：Pompeiana），是意大利因佩里亚省的一个市镇。总面积5.39平方公里，人口857人，人口密度159.0人/平方公里（2009年）。ISTAT代码为008044。